# Козачий Хутір
Коза́чий Ху́тір — пасажирський залізничний зупинний пункт Шевченківської дирекції Одеської залізниці.
Розташований у селі Іванівка Христинівського району Черкаської області на лінії Христинівка — Вапнярка між станціями Христинівка (4 км) та Розкошівка (12 км).
Зупиняються приміські дизель-поїзди сполученням Вапнярка — Христинівка — Умань (продовжено до Умані з лютого 2020 року), поїзди далекого слідування проходять без зупинки.